# Olga Sikorová
Olga Sikorová, z domu Černá (ur. 4 marca 1975) – czeska szachistka, arcymistrzyni od 2013 roku.

## Kariera szachowa
W 1992 r. podzieliła w Valticach I m. (wspólnie z Lenką Ptáčníkovą) w mistrzostwach Moraw juniorek do 20 lat, natomiast w 1995 r. zdobyła tytuł wicemistrzyni Moraw kobiet. W 1997 r. podzieliła III m. (za Olgą Aleksandrową i Dalią Blimke) w otwartym turnieju we Frýdku-Místku. W 2004 r. podzieliła III m. (za Jiřím Štočkiem i Zuzaną Hagarovą, wspólnie z m.in. Jánem Plachetką i Martinem Mrvą) w Tatrzańskich Zrębach, natomiast w 2007 r. podzieliła III m. (za Aleksandrem Miśtą i Maciejem Rutkowskim, wspólnie z Mateuszem Bronowickim) w Ostródzie.
W finałach indywidualnych mistrzostwa Czech zdobyła 13 medali: 7 złotych (2000, 2001, 2002, 2004, 2014, 2018, 2024), 2 srebrne (2003, 2010) oraz 4 brązowe (2016, 2017, 2020, 2022). Pomiędzy 2000 a 2010 r. pięciokrotnie reprezentowała narodowe barwy na szachowych olimpiadach, była również czterokrotną (2001, 2003, 2005, 2013) uczestniczką drużynowych mistrzostw Europy, dwukrotnie zdobywając medale za wyniki indywidualne (2005 – na III szachownicy, 2013 – na V szachownicy). Poza tym, w 2007 r. wystąpiła w drużynowych mistrzostwach świata.
Najwyższy ranking w karierze osiągnęła 1 stycznia 2002 r., z wynikiem 2308 punktów zajmowała wówczas 2. miejsce (za Janą Jackovą) wśród czeskich szachistek.